# Садина
Садина (болг. Садина) — село в Болгарии. Находится в Тырговиштской области, входит в общину Попово. Население составляет 1 071 человек.

## Политическая ситуация
В местном кметстве Садина, в состав которого входит Садина, должность кмета (старосты) исполняет Хриска Станева Тодорова (Болгарская социалистическая партия (БСП)) по результатам выборов правления кметства.
Кмет (мэр) общины Попово — Людмил Веселинов (коалиция в составе 2 партий: Федерация Активного Гражданского Общества (ФАГО), Гражданский союз за новую Болгарию (ГСНБ)) по результатам выборов 2007 года в правление общины.